# Бедбург-Хау
Бедбург-Хау (нем. Bedburg-Hau) — община в Германии, в земле Северный Рейн-Вестфалия.
Подчиняется административному округу Дюссельдорф. Входит в состав района Клеве и является членом межрегионального немецко-нидерландского объединения «Рейн-Маас». Население составляет 13,2 тыс. человек (2009); в 2000 г. — 12,4 тысяч. Занимает площадь 61,29 км².

## Административное устройство
Коммуна подразделяется на 7 сельских округов:

### Хассельт

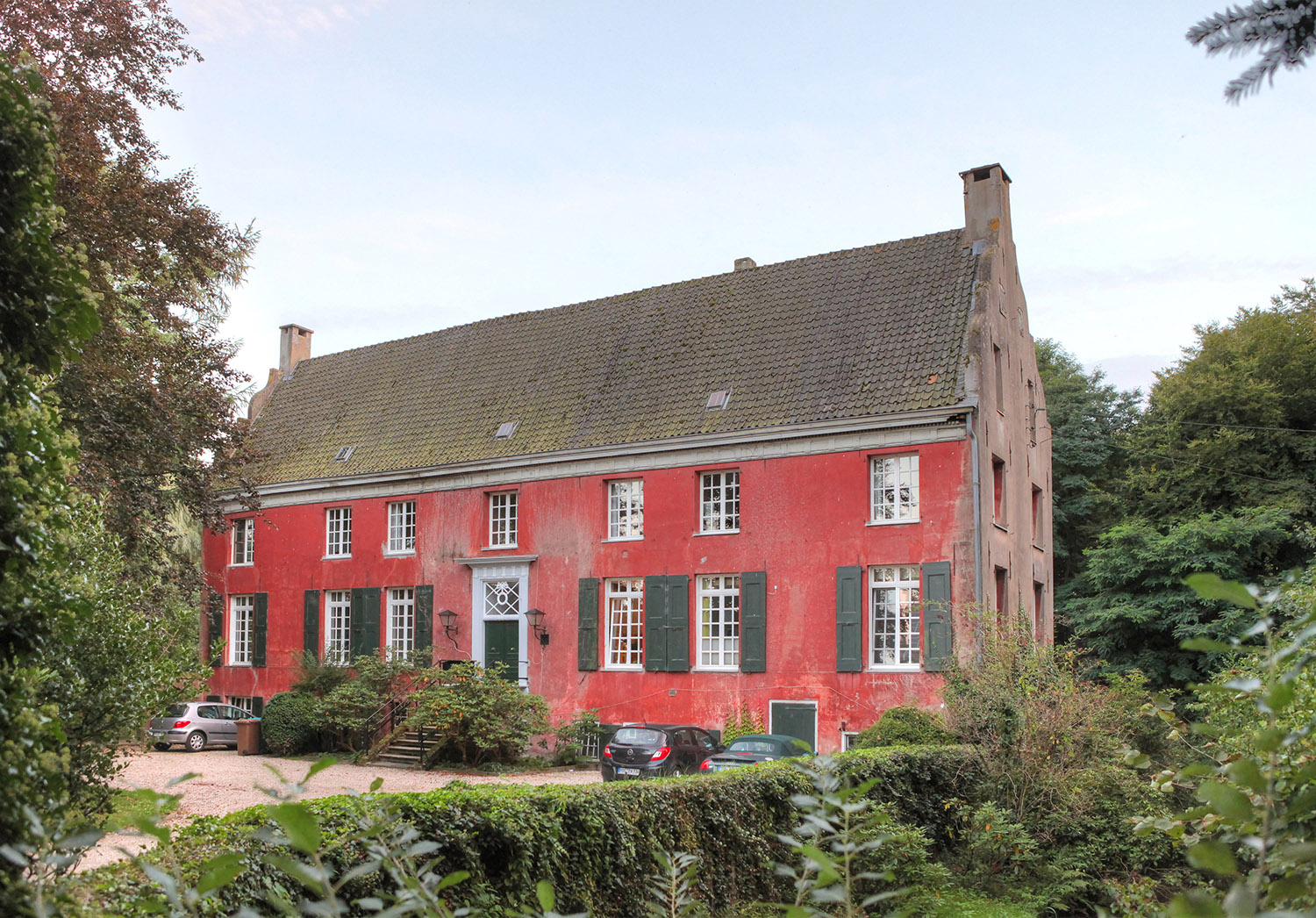
Хаус Розендаль в наши дни

Первое документальное упоминание относится к 1251 году, когда на месте современной деревни была основана часовня в честь святого Стефана, принадлежавшая одному из викарных епископов. После 1631 года часовня перешла в собственность евангелической церкви, а в 1672 году вновь вернулась в лоно католической церкви. Известностью пользуется обширная роспись престола этой часовни (ныне церкви), реалистически изображающая распятие Иисуса Христа.
Кроме того, на территории Хассельта находится дворянская усадьба Хаус Розендаль, построенная в XV веке. Первоначально на её месте в 1433 году была сооружена оборонительная башня (бергфрид). Рядом проходил укреплённый вал пограничной полосы герцогства Клевского, усиленный плотным насаждением терновника. Герцог Иоанн III фон Клеве (Миролюбивый, он же герцог Бергский) освободил от налогов и пошлин лесное хозяйство Хаус Розендаль, поскольку тогдашним его владельцем был Люф от Остервик — многолетний почётный руководитель клевской счётной палаты.
5 марта 1706 года хозяйство было приобретено за 12 тысяч талеров как летняя резиденция в личную собственность подполковником Конрадом Вильгельмом Мозелем (1664—1733), в то время комендантом крепости Везель. Однажды в качестве гостя в Хаусе Розендаль останавливался прусский король Фридрих II. Последний раз Хаус Розендаль перестраивался в 1797 году. И до сих пор поместье находится в собственности семьи Мозель.
В 1987 году Хассельт стал победителем земельного конкурса «У нашей деревни есть будущее» (золотая медаль) и удостоился бронзовой медали в федеральном конкурсе. С 2001 года Хассельт имеет собственный герб, на котором изображена церковь святого Стефана, зелёный прямоугольник (рассеченный серой диагональной полосой как часть бывшего герба Люфа от Остервика и на жёлтом фоне изображение ореха лещины, давшего деревне название.